# Souvenir de Florencia

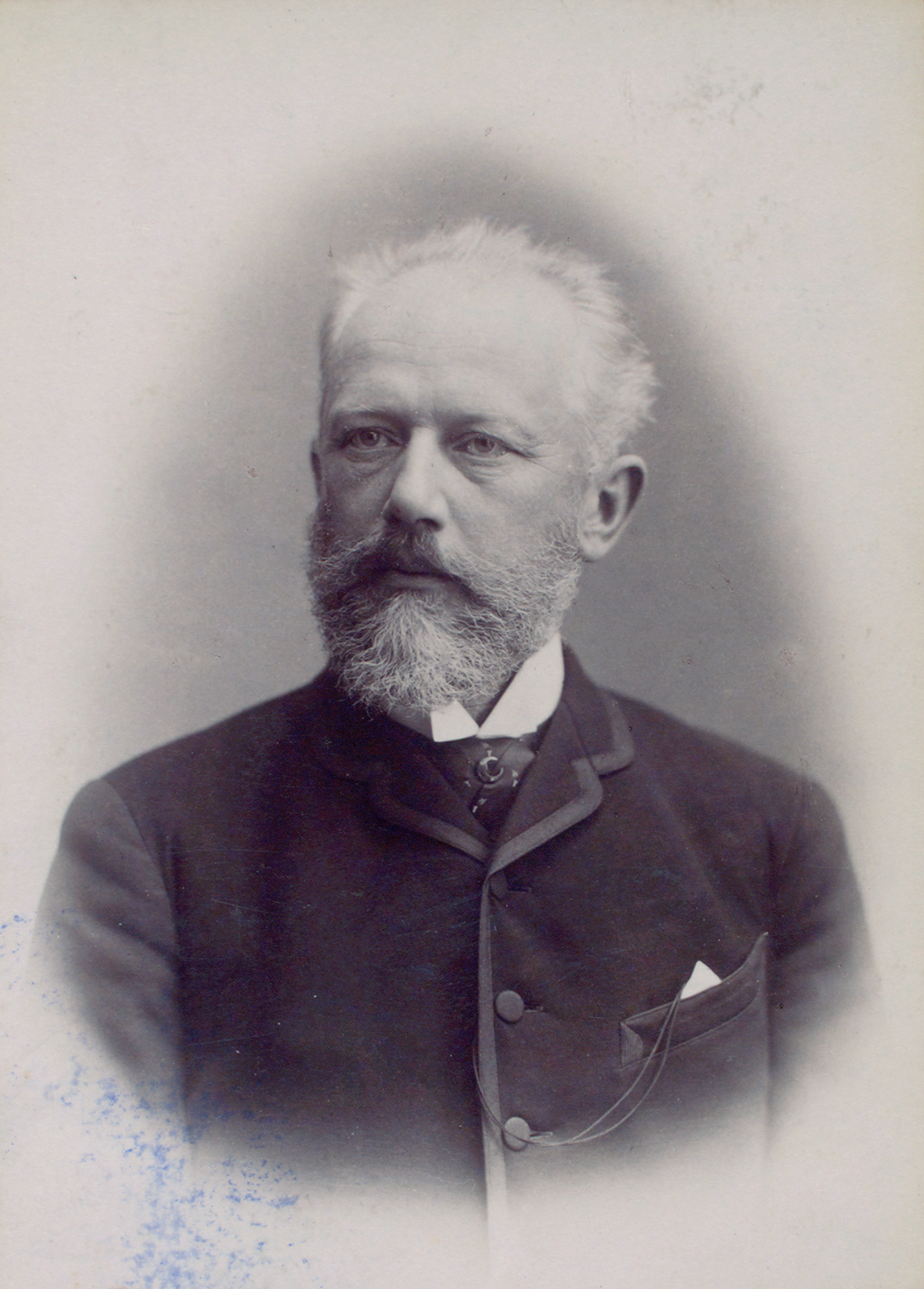
Chaikovski por Reutlinger (1888)

Souvenir de Florencia (en ruso: Воспоминание о Флоренции) op. 70 es un sexteto para cuerdas compuesto por Piotr Ilich Chaikovski en los meses de verano de 1890 en el pueblo de Frolovskoye, en las cercanías de la ciudad de Klin. La obra fue revisada tiempo después en París y publicada en su forma definitiva en 1892. 
Souvenir de Florencia fue escrita con motivo de la elección del compositor como miembro honorario de la Sociedad Musical Imperial Rusa y fue interpretada por primera vez por músicos de esta sociedad en noviembre de 1890. El biógrafo británico del compositor Anthony Holden creía que Souvenir de Florencia no es tanto una obra programática directamente inspirada en temas italianos, sino más bien una "Búsqueda reflexiva del tiempo perdido" es el equivalente musical de las obras de los poetas románticos, que expresaban en una atmósfera tranquila recuerdos de experiencias especiales del pasado (en inglés: «emotion recollected in tranquillity»). Creía que esta era quizás la más personal de las obras de tamaño mediano de Chaikovski, escrita por un impulso interno y no por una orden con una fecha límite determinada. Llamó al sexteto "obra conmovedora" y vio en él una ansiedad que era un eco de las últimas sinfonías, pero en un tono más suave, reflexivo y lírico.
Los musicólogos no son unánimes sobre hasta qué punto utilizó material italiano (como lo indica el propio título de la obra, Souvenir de Florencia). Mientras algunos extendieron el sabor italiano a toda la obra, otros lo limitaron sólo al segundo movimiento, argumentando que al final desaparece por completo. Otra parte de la crítica considera italianos sólo algunos temas del primero y segundo movimientos.
Algunas de las mejores grabaciones del sexteto son las del Cuarteto Borodín, la Camerata Lysy y el Cuarteto de Leningrado, así como versiones orquestales de la obra de Philippe Entremont con la Orquesta Sinfónica de Viena y Richard Hickox con la Orquesta Sinfónica de Londres.

## Composición de la primera versión del sexteto
El 21 de septiembre de 1886, Piotr Ilich Chaikovski fue elegido miembro honorario de la Sociedad Musical Imperial Rusa. El presidente de la Sociedad, el violinista Evgeniy Albrecht, así se lo notificó al compositor en una carta oficial. En respuesta a esto, Chaikovski escribió: “¡Querido Evgeniy Karlovich!... Te hago la más positiva promesa de escribir y dedicar a la Sociedad una pieza de música de cámara, que comenzaré inmediatamente después de la obra que ahora absorbe todo mi trabajo", que es la instrumentación de la ópera La Hechicera. Y sólo cuando lo haga me sentiré en cierta medida digno del título honorífico que me habéis concedido”. Ambas cartas fueron publicadas en los periódicos, (la carta de Albrecht el 25 de septiembre, y la de Chaikovski el 30 de octubre de 1886).
No hay documentos que prueben por qué Chaikovski eligió un sexteto para instrumentos de cuerda. Como doctorado en Historia del Arte se asumió que Chaikovski, después de una larga pausa en el trabajo en conjuntos instrumentales de cámara, decidió comenzar con la "pizarra limpia" - con una nueva variedad de género para él - o ir más allá del marco de un cuarteto de cuerda, esperando posibilidades más amplias en lo nuevo. Moiseev también admitió que esta decisión podría ser el resultado de un acuerdo con los músicos de la Sociedad de Música de Cámara de San Petersburgo. Posteriormente, el compositor escribió que les había prometido un sexteto. El término de cumplimiento de la promesa se prolongó durante 1886-1890. El compositor comenzó a trabajar en la composición del sexteto dos veces: en 1887 y 1890, comenzó a trabajar en él por primera vez después de terminar la partitura de La hechicera, a mediados de junio de 1887.
Como preparación preliminar Chaikovski comenzó a estudiar partituras de cámara de clásicos europeos. En 1886 adquirió casi una serie completa de ediciones de música de cámara, que presentaban una amplia gama de composiciones para cuerda, desde el trío hasta el noneto. El trabajo con obras de esta serie se refleja en el diario del compositor y en las páginas de las propias partituras. Grigory Moiseev en uno de sus artículos argumentó que esta serie de kleine Partitur-Ausgabe de Payne está directamente relacionada con el "proceso creativo" del compositor al componer un sexteto. En su libro de 2009 “Chamber Ensembles of P. I. Tchaikovsky”, observó con sorpresa que no había sextetos de cuerda en esta colección. Moiseev concluyó que esta ausencia podría servir como un incentivo adicional para que Chaikovski se pusiera a prueba. Chaikovski mencionó por primera vez la composición del sexteto en una entrada de su diario fechada el 16 de junio de 1887 (durante su estancia en un balneario del Cáucaso en Borjomi  ): “Un día magnífico. Me levanté a las 7 am. Durante todo el proceso de beber agua, sentí una especie de pesadez y desgana para moverme. Té y lectura. Compuse un poco (el inicio de un sexteto)”. Chaikovski también anunció la composición de un sexteto en cartas fechadas el 20 y 27 de junio. No se menciona más el sexteto ni en el diario ni en las cartas. El compositor dejó el trabajo en la obra. Los bocetos de 1887 se desconocían en 2009. Moiseev señaló que el proceso de trabajo en el sexteto se llevó a cabo simultáneamente con la composición de la Suite orquestal n.º 4, "Mozartiana", durante el período de creciente influencia del clasicismo en la obra del compositor.

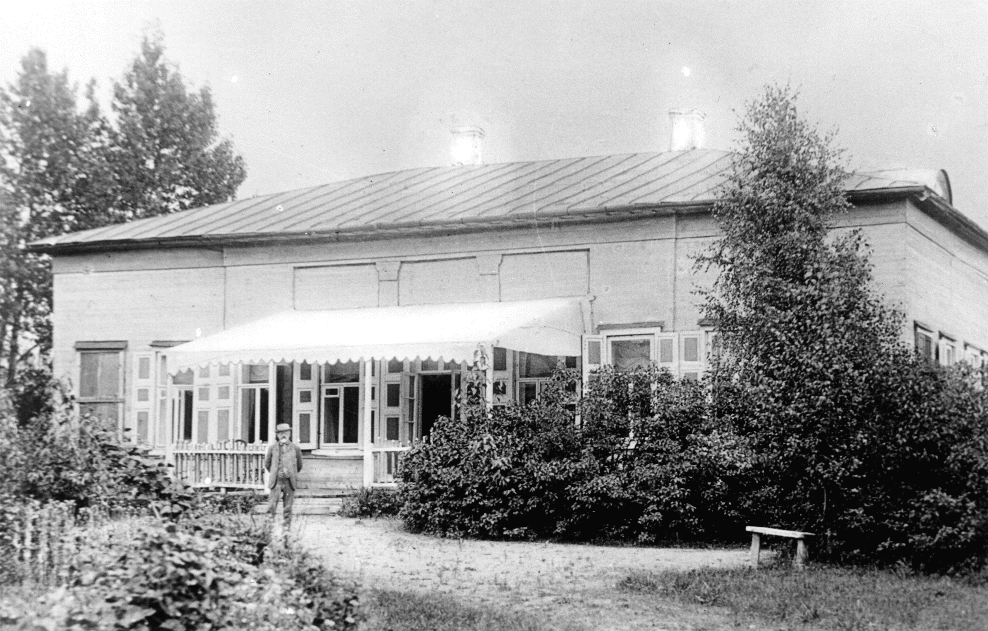
Chaikovski al lado de su casa en Frolovsky, 1890

El compositor reanudó su trabajo en el sexteto de cuerda en la primavera y el verano de 1890. Los primeros bocetos marcados "para el final del sexteto" (que nunca se utilizaron en la partitura final) están registrados en las últimas páginas del cuaderno de bocetos de la gran ópera "La dama de picas". Los trabajos sistemáticos comenzaron a mediados de junio en una casa solariega en el pueblo de Frolovskoye, en las cercanías de Klin. El 12 de junio, Chaikovski le dijo a su amigo y colega Konstantin Albrecht: “He terminado la ópera. Estoy empezando un sexteto para instrumentos de cuerda, que hace tiempo que estaba prometido a la Sociedad del Cuarteto Evgeniy Karlovich”. Moiseev creía que el compositor recomenzó a escribir el sexteto el 13 de junio. Las composición se interrumpió varias veces. Los días 16 y 17 de junio, Chaikovski lo presentó a Nikolai Kashkin y Peter Yurgenson con la música de “La dama de picas”; Celebrada su onomástica el 29 de junio; del 4 al 8 de julio viajó a la provincia de Tula para ver al futuro intérprete del papel de Herman de la ópera, Nikolai Figner. El compositor declaró en correspondencia que en la etapa inicial el sexteto de cuerda le exigió un gran esfuerzo .
En una carta a su hermano Modest Chaikovski describió las dificultades para componer la obra de la siguiente manera: “La comencé hace tres días y estoy escribiendo con un esfuerzo increíble. Lo difícil no es la falta de ideas, sino la novedad de la forma. Se necesitan 6 voces independientes y, además, homogéneas. Es increíblemente difícil". Chaikovski prosiguió con la misma idea en una carta a Aleksandr Ziloti: “Empecé a escribir un sexteto y la composición todavía avanza muy lentamente. Me avergüenza muchísimo una forma de presentación completamente nueva. Todo el tiempo me parece que no existen seis voces reales, que esencialmente estoy componiendo para una orquesta y sólo traduciéndolo a seis instrumentos de cuerda. Pero tal vez, una vez que entre en ritmo, todo irá mejor”. Nikolai Kashkin que estaba de visita en Frolovskoye, cuando el compositor componía el sexteto anotó en sus memorias el cambio en el estado de ánimo del compositor durante la obra: “Cuando nos reuníamos para almorzar o cenar al comienzo de componer el sexteto, Pyotr Ilich se quejaba de que le resultaba muy difícil hacer frente a esta tarea. Unos días más tarde informó que las cosas iban mejor y luego, medio en broma, dijo que era difícil escribir nada más que para un sexteto, por lo que la tarea de escribir para una combinación de instrumentos así parecía completamente resuelta” .

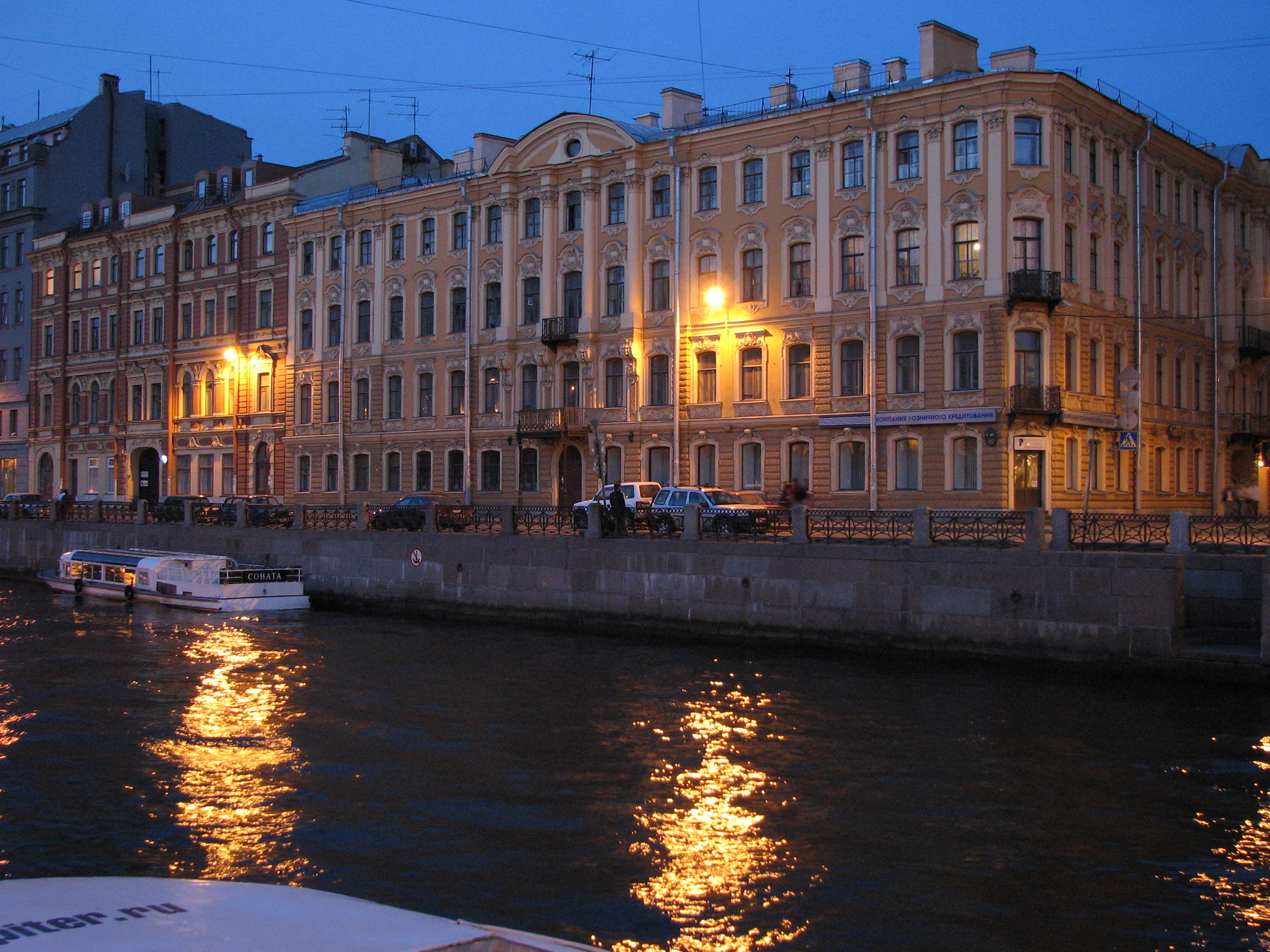
Hotel Rossiya de Nikolai Sobolev en San Petersburgo, junto al río Moika (fotografía moderna), donde tuvo lugar la primera interpretación de la Primera Edición del sexteto

Basándose en la correspondencia de Chaikovski, Moiseev fechó la finalización del boceto el 30 de junio, y de la partitura, del 14 al 20 de julio [Nota 1] . El 27 de julio, el compositor se la llevó a su amigo, crítico de arte y compositor Hermann Laroche para que reescribiera partes individuales. En agosto planeó una interpretación de prueba del sexteto, pero no se llevó a cabo. Debido a la enfermedad del viola, que pidió no ceder su papel a otro intérprete, la interpretación de prueba tuvo que posponerse hasta noviembre y luego hasta diciembre. Al final, tuvo lugar el 25 de noviembre de 1890 [Nota 2] en el hotel Rossiya en San Petersburgo junto al Moika, cerca del Puente Rojo, donde se alojaba en ese momento Chaikovski. Los intérpretes fueron músicos de la Sociedad de Música de Cámara: Evgeny Albrecht, Franz Hildebrand, Alexander Verzhbilovich, Alexander Kuznetsov y otros dos . A la actuación asistieron el propio autor, Alexander Glazunov, Anatoly Lyadov, German Laroche y familiares cercanos del compositor.
Después del estreno Chaikovski decidió rehacer el scherzo y el final . El 28 de noviembre de 1890 tuvo lugar la primera interpretación pública del sexteto por parte de los mismos intérpretes en la cuarta reunión de la Sociedad de Música de Cámara de San Petersburgo . El concierto estuvo dedicado al 25 aniversario de la actividad creativa de Chaikovski. El compositor quedó decepcionado con su obra e incluso negó su valor artístico. Durante dos años la composición no se interpretó en absoluto, ya que Pyotr Ilich vetó la interpretación de la versión original. El 2 de septiembre de 1891, en respuesta a la solicitud de permiso de Eugene Albrecht para volver a interpretar el sexteto, el compositor respondió: “Definitivamente debo rehacer el sexteto. Espero lograrlo durante el otoño o principios del invierno". Nikolai Kashkin en sus memorias informó que en diciembre del mismo año preguntó a Chaikovski sobre el destino del sexteto y, para su sorpresa, escuchó que "no sirve y requiere una revisión importante". 

## Composición de la segunda edición del sexteto

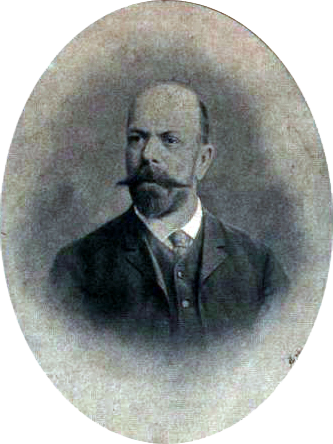
Evgeny Albrecht - primer violín del sexteto de cuerda de la Sociedad de Música de Cámara de San Petersburgo, 1895

Desde junio de 1891, Chaikovski manifestó en su correspondencia su deseo de componer una segunda edición del sexteto, pero estaba ocupado trabajando en el ballet El cascanueces y en la ópera Iolanta.  El compositor comenzó a reelaborar el sexteto en diciembre   y en enero de 1892, mientras estaba en el extranjero, la completó [Nota 3]. Escribió el 1 de enero a Peter Jurgenson: “...tenía dos semanas libres, que decidí dedicar a corregir el sexteto y elegí París como residencia, donde quiero intentar vivir este tiempo de incógnito ...”. Moiseev asumió que Chaikovski completó todo la obra del 12 al 15 de enero (del 25 al 27, según el calendario occidental) y luego envió la partitura a Jurgenson en Moscú para que la imprimiera. Más tarde escribió sobre el proceso de trabajo en la composición: “Solo me divertí en París durante los primeros tres días, mientras estaba ocupado con el sexteto; cuando te lo envié, me invadió la melancolía y decidí volver a casa lo antes posible”.
Estaba previsto que la segunda edición del sexteto se presentara por primera vez en San Petersburgo en la reunión de la rama de San Petersburgo de la Sociedad Musical Imperial Rusa el 24 de noviembre de 1892.   El programa del concierto incluía que el sexteto se interpretara al final, pero uno de los intérpretes tenía una cuerda rota y no había repuesto para reemplazarla. El sexteto fue pospuesto y se interpretó el Cuarteto de cuerda n.º 4 de Ludwig van Beethoven. Al día siguiente, el sexteto se presentó en la segunda reunión de la Sociedad de Música de Cámara de San Petersburgo.   Según el periódico " Novosti i Birzhevaya Gazeta ", la actuación (Evgeny Albrecht, O. Hille, Franz Hildebrand, B. Heine, Alexander Verzhbilovich, Alexander Kuznetsov) fue impecable, provocando "aplausos interminables y ruidosos, que se extendieron tanto a los intérpretes y al autor que estuvo presente en el concierto. Al final del concierto, representantes de la Sociedad de Música de Cámara entregaron a P. I. Chaikovski, miembro honorario de la sociedad, una elegante pieza esmaltada, como muestra de profunda gratitud por la dedicación de su sexteto a la sociedad”. El 3 de diciembre se presentó en Moscú el sexteto.
Fue la segunda edición la que se publicó en junio de 1892 con el título “Souvenir de Florencia ” en la editorial de Peter Yurgenson en Moscú y al mismo tiempo en la editorial que colaboraba con él “D. Rahter" en Hamburgo y Leipzig. Grigori Moiseev llamó la atención sobre el hecho de que antes de recibir este nombre, la música del sexteto no generaba ninguna asociación "italiana" entre los oyentes. Tras su aparición, se inició una búsqueda activa de motivos italianos. El propio Moiseev afirmó: “aunque lo “italiano” esté presente en el Sexteto, Chaikovski lo asimila tanto como la canción popular rusa”. Analizó los cambios realizados en la segunda edición del sexteto y afirmó: el trío en la primera edición de la Parte III “lleva la huella de una tarantela”, pero es reemplazado en la segunda edición por una danza rusa similar a la del ballet “El Cascanueces” o de la pieza para piano “Invitación al Trepak” (Op. 72, n. 18), en el tema secundario del final, por el contrario, se refuerzan los rasgos de la canción “italiana”. En la primera edición, el tema secundario tenía una connotación de himno (ruso). Moiseev señaló que la pertenencia del sexteto al último período de la obra del compositor nos hace buscar en él algunos elementos “retrospectivos”. También escribió directamente que el sexteto fue creado en memoria de los días pasados en Florencia.  Anthony Holden creía que el sexteto era un homenaje a la atmósfera creativa que rodeaba a Chaikovski en Florencia (en inglés: «memory of the creative climate» ).

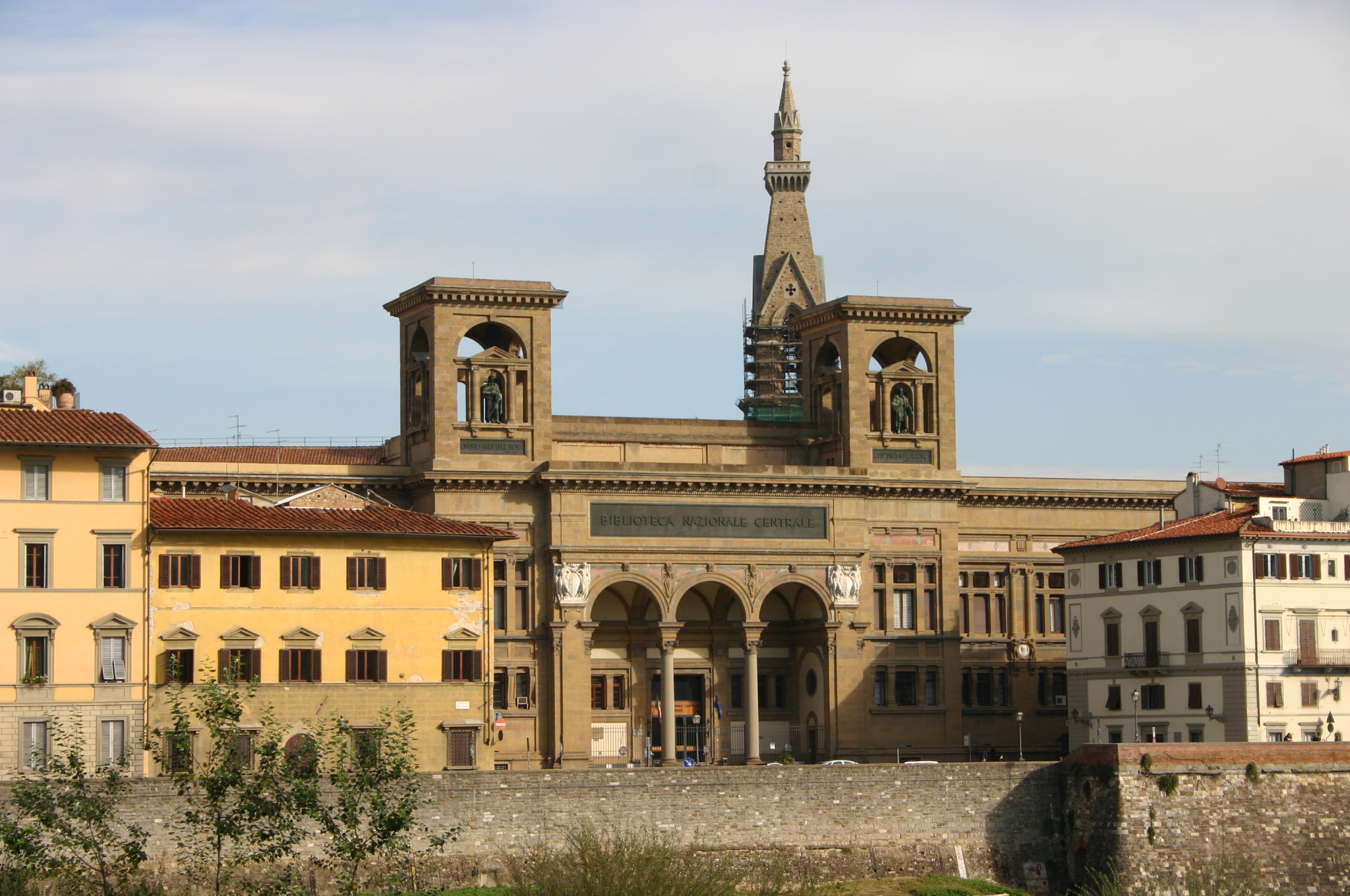
Parte antigua de Florencia a lo largo del río Arno - Biblioteca Nacional Central de Florencia

El musicólogo soviético Andrei Budyakovsky fechó las visitas de Chaikovski a Florencia 1) en 1874 - el propósito era asistir a la primera representación de Una vida para el zar de Mijaíl Glinka en Milán, 2) principios de 1878 - después de una grave crisis interior, 3) al final de los mismos años - vivía en la habitación que Nadezhda von Meck le había preparado; la presencia de su familia en la ciudad “envenenó a Piotr Ilich con un agradable sentimiento de completa soledad”, 4) a finales de 1881 y marzo de 1882 - en ambos casos de paso, 5) el compositor también se instaló en Florencia en enero de 1890 - esta vez Chaikovski sentía mucha nostalgia por Rusia.  A esta época se remonta el trabajo del compositor en La dama de picas. La más significativa para él, según el investigador, fue la segunda visita, que duró dos semanas. El musicólogo soviético la asoció con un cambio brusco en el estado de ánimo del compositor, que estuvo influenciado por nuevas impresiones, cambios de alojamiento, paseos al aire libre (un lugar favorito para caminar era las orillas del río Arno, donde se reunían cantantes y músicos callejeros) y el tiempo era bastante primaveral a pesar de ser al final del invierno. El compositor, tras una larga pausa, volvió a componer música e incluso escribió el poema “Lirios del valle” .  Andrei Budyakovsky afirmó que, al llegar a Florencia en enero de 1890, Chaikovski "hizo varios bocetos para el movimiento lento de un sexteto de cuerda", pero luego pasó a La dama de picas  y continuó componiendo ya en Frolovsky. Aleksey Kara-Murza, candidato de Ciencias Históricas y Doctor en Filosofía, cubre en detalle la estancia de Chaikovski en Florencia en el libro Famosos rusos en Florencia, publicado en 2016.
Moiseev escribió que el título Souvenir de Florencia puede influir en la percepción de la obra y en su valoración, “a menudo superficial o negativa”. El investigador asumió que se suponía que debía remitir a los oyentes a un tipo de música, "tanto programática como de salón y de entretenimiento". Señaló que existe toda una gama de obras musicales de la memoria, marcadas por las cartas, el humor y la ironía con nombres similares, pero en ellas también se puede esconder el dolor, aunque de forma velada. Al mismo tiempo, “las obras con el título “souvenir” tienen poco en común con un fenómeno como el “modo de recuerdo” y la paz asociada de la contemplación, los tiempos lentos y moderados, un cierto tipo de la experiencia del tiempo... el efecto de un despliegue de acción retrospectivo, y no directo". Muy a menudo, el nombre “Souvenir de…” indica la presencia de ciertas melodías de origen local o melodías simplemente populares en la zona. A veces estos títulos aparecían por voluntad del editor, sin el conocimiento del autor.

## Estructura del sexteto

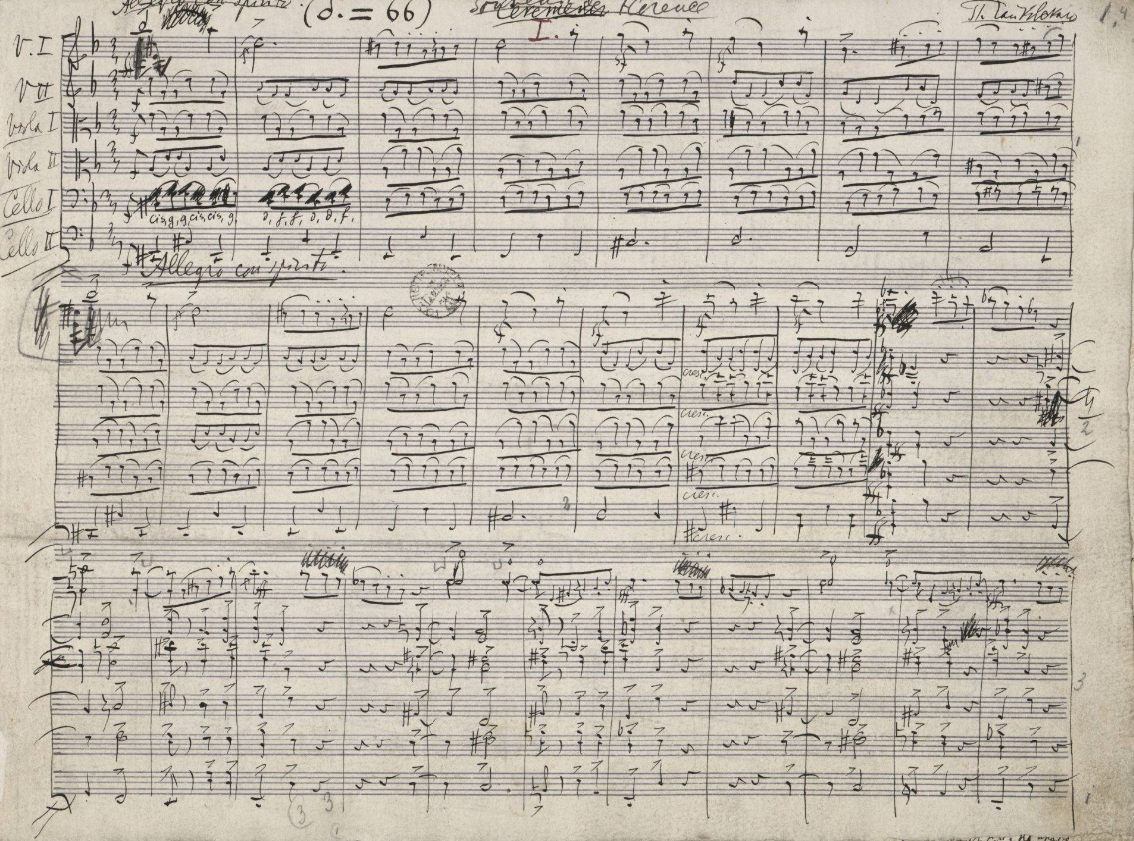
Primera página de Allegro con Spirito del sexteto de cuerda de P. I. Chaikovski. Manuscrito en el Museo-Reserva Musical Conmemorativo del Estado de P. I. Chaikovski en Klin

La composición del sexteto de cuerda Souvenir de Florencia en re menor Op. 70 es para 2 violines, 2 violas y 2 violonchelos.  La obra consta de cuatro movimientos.  Sus tonalidades son: El primero es en re menor, el segundo es en re mayor, el tercero es en la menor y el cuarto es re menor.  En el “ Catálogo temático y bibliográfico de sus obras el sexteto figura en el lugar 94 y en el catálogo temático y sistemático en inglés de 2002 en el 118.

### I. Allegro con spirito
El allegro con spirito está escrito en forma sonata. Fue revisado y acortado en la segunda edición (de 772 a 760 compases). La profesora de Historia del Arte, Yulia Rozanova, destacó la pasión, la ansiedad y el carácter explosivo del tema principal y destacó su cercanía al tema secundario en el acompañamiento de tres partes y las "células de entonación principales". Hermann Laroche destacó especialmente el primer movimiento del sexteto, en el que destacó “el maravilloso segundo tema... con armonías magníficamente inesperadas en el desarrollo... de este tema”.
Yuri Tyulin, doctor en Historia del Arte y profesor del Departamento de Teoría Musical del Conservatorio de Moscú, realizó un análisis estructural del sexteto. Dividió el primer movimiento en los siguientes episodios estructurales: parte principal, compases 1-91, parte lateral, compases 92-259 (el musicólogo Nikolai Findeizen identificó no uno, sino dos temas secundarios completos), desarrollo, compases 260-445, parte principal en la repetición, compases 446-521, parte lateral en la repetición, compases 522-673, coda, compases 674-769. Entre las características estructurales, destacó especialmente: la tripartita de la parte principal, el desarrollo de la parte lateral, el canon de dos y cuatro voces en la parte lateral, la “extensividad” de la coda de dos secciones: desarrollo y final.
Según el doctor en historia del arte Lev Raaben, la primera parte es una serenata, una imagen de la vida callejera italiana. Suena el tema principal en el violín y el acompañamiento de cuerdas se asemeja a una pequeña orquesta.  El segundo tema es lírico y Raaben lo percibió como el principal (el musicólogo soviético Nikolai Findeisen consideró a éste, y no al primer tema, una serenata), es el portador de la melodía principal (“un amplio bel canto de violín, lleno de languidez y ligera tristeza”, que ocupa hasta 39 compases), y el primer tema es sólo su “fondo”. Los dos temas están conectados por el acompañamiento y la proximidad de las melodías. En el desarrollo, la comparación de ambos temas está dominada por técnicas de polifonía. La repetición dinámica termina con “una coda instrumental virtuosa con la aceleración característica de Chaikovski hacia el final y una cadencia tónica persistentemente martillada”.
Según Arnold Alschwang, el tema principal tiene su origen en melodías instrumentales italianas, pero también hay algo de Felix Mendelssohn y Johannes Brahms, que el investigador consideró extraño, ya que Chaikovski tenía una actitud un poco negativa hacia la obra de este último. El compositor consideraba que el principal inconveniente de la música de Brahms era “la reducción de la forma o del tema inmediatamente después de su presentación”, y fue precisamente esta cualidad la que Alschwang encontró en la música de la parte principal del sexteto. El estado de ánimo principal de la pieza es de "ansiedad extrema", expresada "en contrastes dinámicos inusualmente agudos". Lo que ocurre en el desarrollo no es una complicación, sino una simplificación del material expositivo, en el que se escuchan “motivos fuertes”. Su aumento conduce al “sonido poderoso” de la parte principal de la repetición. Los contrastes inquietos y el sonido creciente también son característicos de la coda.
La musicóloga Nadezhda Tumanina consideró que este movimiento era el más dramático; su carácter está determinado por el tema de la parte principal: "excitadamente apasionado, con un comienzo alarmante y "explosivo". Desde el principio se crea una imagen enérgica y decidida. La parte lateral en clave de la mayor, es una "melodía suave en dosillos", que se opone a la principal. El planteamiento final está lleno de tensiones internas ocultas. El desarrollo conduce a un clímax dramático. En la repetición, el tema principal regresa, y el tema secundario, en una versión más transparente, pasa a un segundo plano.
Adagio cantabile e con moto está escrito en forma de sonata con un episodio en lugar de desarrollo. En la segunda edición, Chaikovski acortó ligeramente esta parte y dejó 204 compases en lugar de 215. Cambió la designación del tempo de “Andante cantabile e con moto” a “Adagio cantabile e con moto”. Además, el compositor acortó y cambió la transición a la repetición. 

### II. Adagio cantabile e con moto
El adagio cantabile e con moto está escrito en forma sonata con un episodio en lugar de desarrollo. En la segunda edición, Chaikovski acortó ligeramente esta parte y dejó 204 compases en lugar de 215. Cambió la designación del tempo de “Andante cantabile e con moto” a “Adagio cantabile e con moto”. Además, el compositor acortó y cambió la transición a la repetición.En el segundo movimiento Yuri Tyulin aprecia la parte principal, compases 1-51, la parte lateral -  compases 52-91, la parte media 92-121 (Nikolai Findeisen la llamó "trío" y la consideró extremadamente elegante), la parte principal de la repetición (122-161) y una parte lateral de la repetición (compases 162-204). Entre las características estructurales, destacó especialmente: la ausencia de conexión y que solo hay una breve transición a la parte lateral y la falta de contraste entre la parte principal y la lateral”. El profesor de historia del arte, Andrei Myasoedov, destacó la similitud de este movimiento con las obras de cámara de Mikhail Glinka, citando el ejemplo del trío de la Sonata para viola y piano. Myasoedov percibió el primer tema como dinámico, impetuoso y lleno de movimiento, lleno de emoción y tensión. El segundo, por el contrario, está planteado en tempo de vals, sincero e íntimo.
Este movimiento fue considerado por Arnold Alschwang como uno de "los mejores movimientos lentos de la música de cámara de Chaikovski". Está escrito en el género de una serenata: la melodía suena libremente en el contexto del acompañamiento en tresillos. Esta melodía es interrumpida por breves recitativos al estilo de Frédéric Chopin. En la sección central de la Tercera Parte, la melodía de la serenata es interrumpida por la música tíipica de un funeral ortodoxo, lo que suscita en el oyente imágenes lúgubres.
Según Raaben, el segundo movimiento es un aria sensible al estilo del violín italiano con acompañamiento de cuerdas en pizzicato como de “guitarra”. Después del solo de violín viene su “dúo” con el violonchelo. La mitad de la parte es un paisaje nocturno. Las cuerdas “susurran” en piano, en dos episodios en que el sonido aumenta  (Raaben llamó a este efecto orquestal, pero que se utiliza hábilmente en un conjunto de cámara). Andrei Myasoedov percibió esta parte como un brillante reflejo lírico de una melodía tranquila y clara, como el cielo azul florentino. Sólo en la parte media la sombra aparece imperceptiblemente y pronto se disuelve, oscureciendo este reflejo.
Yulia Rozanova vio una canzone en el segundo movimiento del sexteto y encontró mucho en común con las arias y dúos italianos (Nadezhda Tumanina compartía la misma opinión). En su interpretación el Adagio cantabile e con moto pinta un cuadro de una cálida noche italiana, en la que un amante canta una serenata en la ventana de su novia, acompañándose con la guitarra. Tumanina señaló la armonía clásica de la exposición: después del fragmento "himnico", regresa el tono del primer tema, que forma el "marco" de la sección central. En lugar de desarrollo, según Tumanina, “sigue un elegante scherzo: seis instrumentos tocan rápidamente figuras de tresillos en un sonido tranquilo y “susurrante”. El efecto es sorprendente. La composición de todo el movimiento se equilibra con la repetición exacta (excepto cambios de tonalidad) de la exposición en la repetición. El musicólogo británico Edward Garden dijo que esta técnica era “el efecto original más llamativo” del sexteto.
Según el musicólogo inglés David Brown, el compositor no escribió “ni un solo fragmento, que en última instancia causara una impresión mayor que ésta”  . David Brown destacó la riqueza sonora de la apertura del segundo movimiento, la sencillez de su tema principal, “aún más sorprendente debido a la amplitud con la que Chaikovski dirige una melodía muy simple y muy conmovedora, ya sea que suene como una parte separada del violín. o en un diálogo elocuente con el violonchelo antes de que se le una una viola en anticipación del poderoso clímax de todo el movimiento”. La música del fragmento central, destinada a ser tocada con la punta del arco, suena casi furtivamente y sólo proporciona un breve respiro antes del regreso del primer tema.
El compositor y escritor  consideró extremadamente interesante esta parte del sexteto, destacando la larga cantilena acompañada del pizzicato, que consideró el episodio más “curioso” en el que los instrumentos “en notas que se repiten rápidamente en tresillos alternos,  produce una impresión de aullido y gemido, como si proviniera de un viento inquieto". 

### III. Allegretto moderato

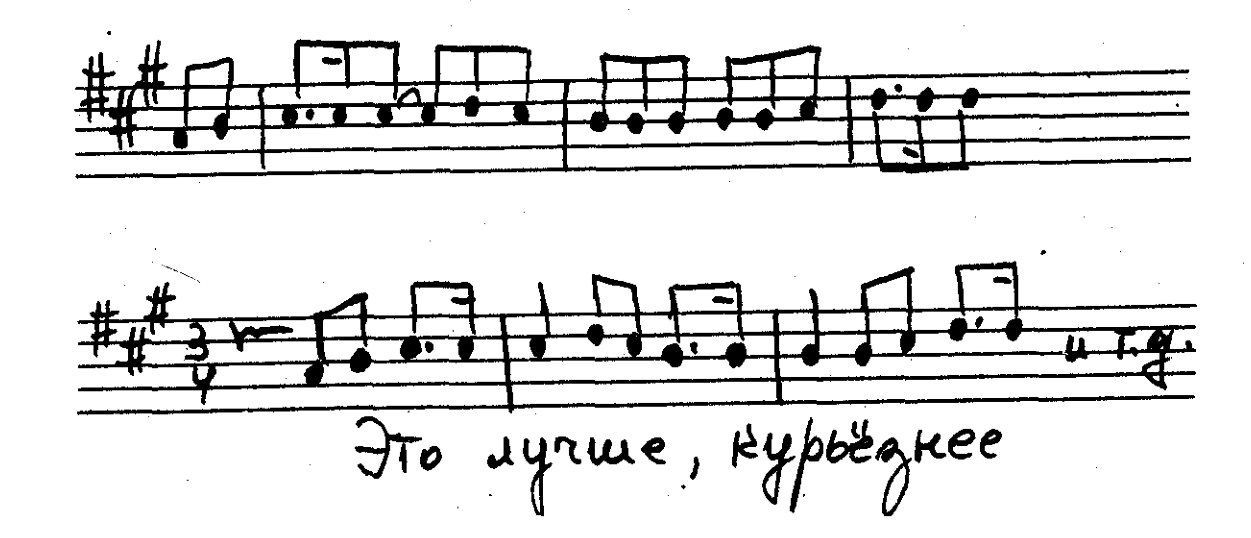
Fragmento del sexteto con una explicación de P. I. Chaikovski. Comentario de Galina Poberezhnaya: “El esbozo del tema del scherzo es indicativo…. De las dos versiones Chaikovski da preferencia a la rítmicamente más activa”

El allegretto moderato es un scherzo en forma tripartita compleja con un trío. En los bocetos esta parte aparecía como “Intermezzo”. En la segunda edición, Chaikovski también acortó esta parte, dejándola en 260 compases en lugar de 277. El compositor también recompuso el trío incluido en esta parte (Nikolai Findeisen llamó a este trío un “episodio caprichoso”), en lugar de un fugato a tres voces, creó un episodio homofónico más corto. El compositor también cambió la conclusión de la primera sección, así como el comienzo y la conclusión de la sección de repetición. En el allegretto moderato, Yuri Tyulin separó la primera parte "A" - compases 1-116, de la parte media "C" - compases 117-148 - y de la repetición "A" - compases 149-260. Vio una peculiaridad de la canción popular rusa en la repetida implementación del tema "A" en el carácter.
Yulia Rozanova creía que esta parte transporta a los oyentes desde la temática italiana al folklore ruso. Arnold Alschwang asoció este movimiento con el Allegretto de la Séptima Sinfonía de Ludwig van Beethoven. Se caracteriza por la tristeza poética, la unidad de ritmo con contrastes dinámicos, y su sección central se caracteriza por la riqueza de ornamentos. El musicólogo creía que debido al tempo lento, este movimiento no crea un marcado contraste con sus vecinos y por lo tanto no se puede considerar un scherzo.
Según Ernst Markham Lee, el tercer movimiento no es un scherzo, sino un “allegretto picante" con un tema dedicado a la viola y un espectacular "contratema" del violonchelo, que Chaikovski crea "a la vez como melodía y como acompañamiento de bajo", lo que recordó al musicólogo "un magnífico movimiento de la Sinfonía n.º 7 en la mayor de Beethoven".
Tumanina notó la destreza juvenil, el alcance, la fuerza y al mismo tiempo la profunda y lúgubre tristeza del primer tema. El carácter de baile tan característico del compositor le viene dado por el ritmo: el aplastamiento de la cuarta corchea en un compás de dos cuartos. La sección central utiliza un efecto de “arco saltarín”, que evoca a instrumentos folclóricos. En esta parte, Andrei Myasoedov destacó la habilidad del compositor en el desarrollo variacional de temas folclóricos típicamente rusos. Según David Brown, tras la conmovedora música del segundo movimiento, el tercero lleva a los oyentes, al menos al principio, al mundo del folclore. Al igual que el segundo, contiene tres episodios, el primero hace esperar una pieza de danza sencilla y sentimental, pero, contrariamente a lo esperado, le sigue un episodio “excéntrico” y complejo, en el que sólo con un fuerte deseo se puede adivinar la danza. Esta parte es muy breve, tras la cual regresa el tema inicial del movimiento.

### IV. Allegro vivace
El Allegro vivace está escrito en forma sonata complicada por una fuga de seis partes. Este movimiento se expandió en la segunda edición de 479 compases a 480. Se acortó una parte de la exposición, pero el ritmo y la armonía en las voces acompañantes se conservaron parcialmente.  La Fugua fue rediseñada en la repetición, y la conclusión en la coda también fue expandida. En la parte final, Yuri Tyulin identificó el tema principal, compases 1–84, el segundo , 85-160, el desarrollo, 161-220 (Nikolai Findoyzen creía que estaba "casi ausente"), la parte principal en la repetición, compases 221–340. La repetición, 341–444 y la coda, compases 445–480. Entre las características estructurales de esta parte, Tyulin indicó que el tema "A" tenía la naturaleza de una danza rusa, con un desarrollo corto, que es compensado por un "desarrollo polifónico ancho" en la parte principal de la fuga.
Este movimiento combina un ligero ritmo de tarantela, una marcha pesada, un contrapunto complejo y una danza báquica que completa el sexteto. El final, según Yulia Rozanova, está lleno de alegría y amor por la vida. La crítica de arte lo correlacionó con los finales de las primeras sinfonías y de los cuartetos de Chaikovski. Andrei Myasoedov creía que el final se basaba en el contraste de dos temas: el canto y la danza, y era de naturaleza rápida y conmovedora.
Lev Raaben consideró este movimiento como autobiográfico (percibió un matiz nostálgico) debido al uso de motivos ucranianos y rusos. Entre los primeros, les atribuyó el tema principal, en el que el sabor ucraniano se realza con la instrumentación, estilizada como al tocar una bandura, y con la alternancia de trastes. Desde el punto de vista de Nadezhda Tumanina, el tema principal recuerda a las melodías populares ucranianas, mientras que el tema secundario se caracteriza por la amplitud de la respiración y la gracia. Después de una fuga poderosa y decidida, una parte lateral suena tierna y “jubilosamente brillante” y se convierte en una “coda de bravura brillante”.
Vladimir Protopopov en su monografía de varios volúmenes "Historia de la polifonía", analizó la fuga del final del sexteto de cuerda "Souvenir de Florencia". Creía que la fuga desempeña un papel decisivo. Se basa en el tema de la parte principal y lo continúa en la repetición del final: "la idea de fugato está incorporada en la exposición, pero se realiza plenamente en la repetición". El tema se presenta como a dos voces. La exposición incluye cinco exposiciones del tema, luego hay una parte de conexión, y luego se vuelve a escuchar dos veces el tema principal, que entra en desarrollo. Esto conduce a un clímax "en el punto dominante", después del cual entra un tema secundario. Resumiendo su análisis, Protopopov escribió que “la fuga del final sirve para fortalecer el papel del tema principal y su unidad con el secundario, que es el objetivo del final”.
Elena Ponomareva, profesora de Historia del Arte, profesora del Departamento de Teoría Musical y Composición del Conservatorio Estatal de Sarátov que lleva el nombre de L.V. Sobinov, argumentó que en la coda del final del sexteto "Souvenir de Florencia", "en el momento de la cadencia" colapsa ”como símbolo del inextricable hilo que conecta los tempos” de la memoria cultural, aparece también una cita de Mozart (El tema principal de la obertura de “Las bodas de Fígaro ” . Según Ponomareva, esto significa que el compositor alcanza la etapa trascendental de “superioridad del arte”... cuya transpersonalidad arquetípica actualiza elinconsciente colectivo”.
Según David Brown, el movimiento final es incluso más folclórico que el tercero. La vivacidad de la introducción del final se convierte en una fuga. Este desarrollo lo predice el compositor desde el comienzo del final, cuando pasa al segundo tema. Brown escribió sobre la fuga del Cuarto movimiento: “Sin duda, este ejemplo clásico de alta excelencia académica debe haber impresionado a un número significativo de miembros alemanes de la Sociedad de Música de Cámara de San Petersburgo; y no tengo ninguna duda de que así fue”.
Según Ernst Markham Lee, el primer tema del Allegro vivace se parece a "una melodía china", y "el grácil y elegante segundo tema está escrito en el estilo de un bolero".

## Partituras autógrafas existentes

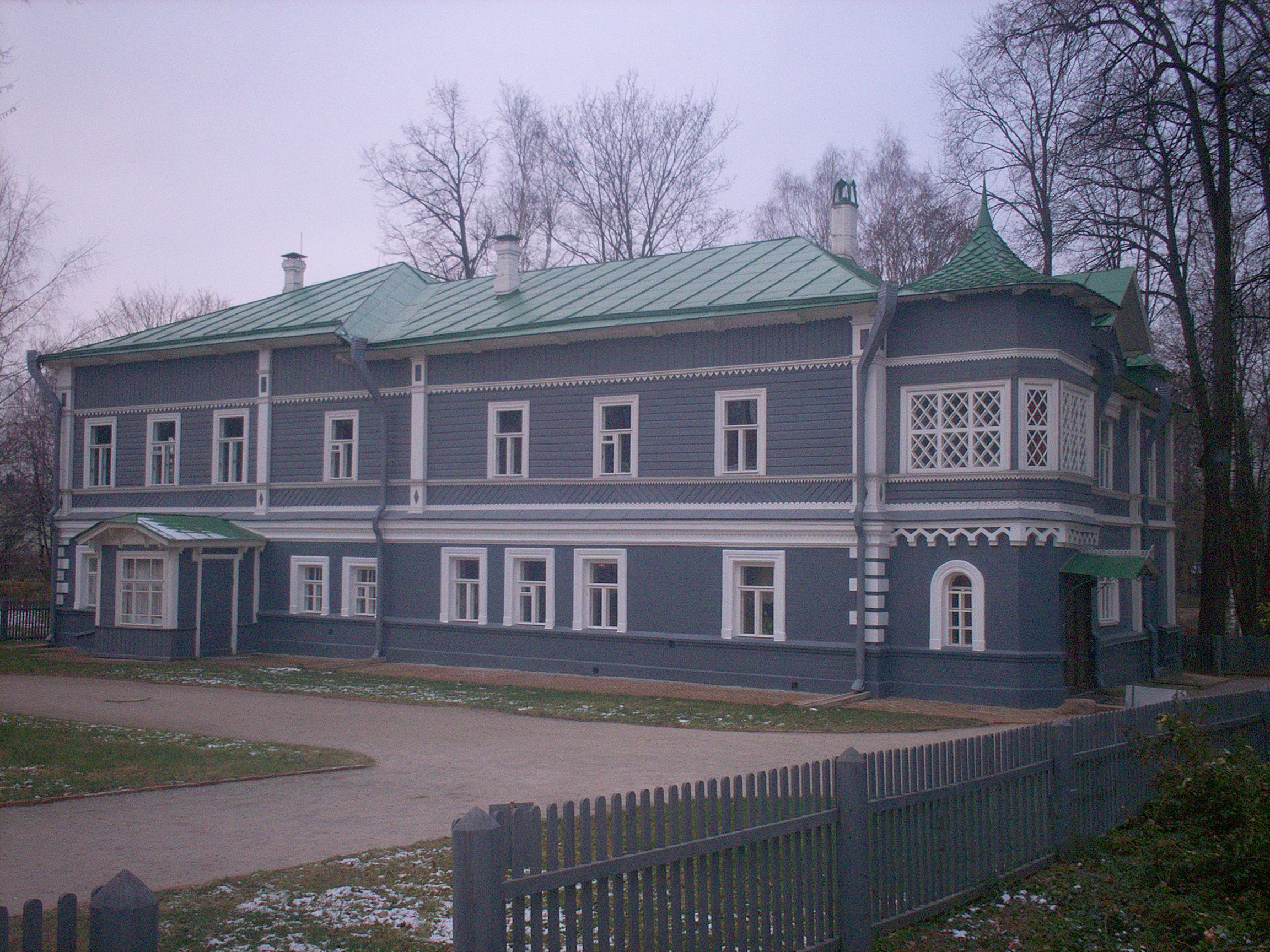
La casa de Chaikovski en Klin, donde se encuentra el Museo-Reserva Musical Conmemorativo Estatal de P. I. Chaikovski

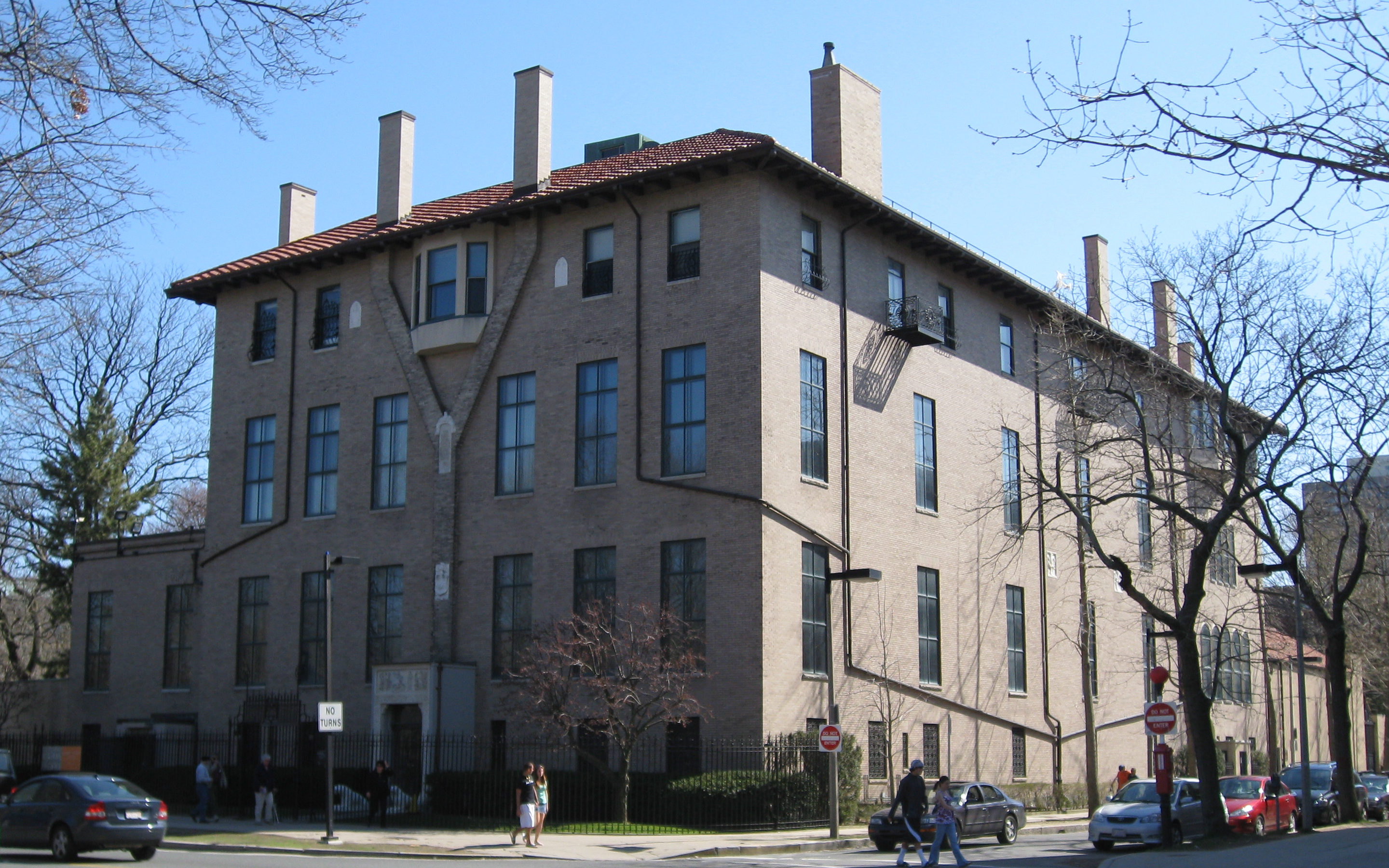
Museo Isabella Stewart Gardner en Boston

El Museo-Reserva Estatal de Música Memorial de P.I. Chaikovski en Klin contiene bocetos del primer movimiento del sexteto (37 hojas), bocetos de un tema del segundo movimiento y extractos del tercer y cuarto movimientos (3,5 hojas), bocetos del primer movimiento de la edición original titulada “Intermezzo” (6,5 hojas), un boceto ubicado junto con los bocetos de la Sinfonía “Vida” (0,5 hojas), bocetos de temas para el final (9 compases, en un cuaderno encuadernado con bocetos de “La dama de picas”), boceto del tema del scherzo (6 compases, en un cuaderno encuadernado con bocetos de “Iolanta”). Moiseev también menciona una hoja con el comienzo de un fugato de un trío scherzo en la colección del mismo museo.
En el autógrafo de la partitura del archivo del Museo de Klin falta una hoja del scherzo que contiene el final del fugato. Chaikovski lo separó de la partitura y lo envió el 26 de enero de 1892 a los Estados Unidos a los autores del libro "Famosos compositores y sus obras". Esta hoja se encuentra actualmente en Boston en la colección del Museo Isabella Stewart Gardner. Contiene los últimos 27 compases del trío y una repetición del scherzo. El compás 148 está marcado con una "G". Esto, según Moiseev, confirma que esta hoja es auténtica y fue eliminada del autógrafo de la partitura, ya que en ella falta esta letra en concreto. Éste fragmento del sexteto se exhibe actualmente en la Sala Amarilla del Museo Isabella Stewart Gardner. Se trata de una partitura rellena por ambas caras y, además de las notas, contiene una inscripción de texto sobre la necesidad de repetir 94 compases.
Un análisis más detallado y las características de los manuscritos del sexteto que han sobrevivido hasta el día de hoy se encuentran en ruso y en inglés, en paralelo, en el libro “Catálogo temático y bibliográfico de obras de P. I. Chaikovski” (2006). La doctora en historia del arte Polina Vaidman destacó el trabajo temático más meticuloso de Chaikovski en los bocetos de “Souvenir de Florencia” que cuando trabajó en la Sexta Sinfonía y en la “ Sinfonía Manfred”.

## Análisis musicológico del sexteto “Souvenir de Florencia”

### Análisis presobiéticos sobre el sexteto
El propio Chaikovski estaba inicialmente, según Nikolai Kashkin, "completamente satisfecho" con la primera edición del sexteto, pero no lo envió inmediatamente a imprimir, sino que pospuso la publicación hasta la primera interpretación para poder escuchar esta obra en vivo.  “Oh, Modya, qué sexteto interpretaron y qué fuga al final, es simplemente encantador. Qué contento estoy conmigo mismo”, escribió el compositor a su hermano menor sobre la primera edición de la obra.    El 30 de junio de 1890, el compositor habló detalladamente en una carta a Nadezhda von Meck sobre su creación. Negó el "debilitamiento de... [sus] capacidades productivas musicales", y citó como ejemplos la finalización de "La dama de picas" y la finalización de un borrador de un sexteto de cuerda. Chaikovski le escribió que conocía la pasión de von Meck por la música de cámara y esperaba que pronto escuchara el sexteto interpretado en casa por sus propios músicos. También le expresó su deseo de que le gustara esta composición; Señaló que escribió el sexteto “con la mayor pasión y placer, sin la más mínima tensión”. Un poco más tarde, le informó a su hermano menor que le apasionaba tanto componer el sexteto que incluso perdió el interés por “La dama de picas”. Nikolai Kashkin, que conoció a Chaikovski algún tiempo después, se sorprendió por el brusco cambio en la actitud del autor hacia el sexteto indicando que: “no sirve y requiere una revisión importante”.
El hermano menor del compositor, Modest, en el tercer volumen de la obra "La vida de Pyotr Ilyich Chaikovski", en 3 volúmenes (1903), recrea la historia de la composición de la obra. Menciona la dedicación del sexteto, fecha el primer intento de comenzar a trabajar en él el 16 de junio de 1887 y fecha la creación del “primer tema andante ” en su estancia en Florencia en el invierno de 1890. Modest fecha la creación de los bocetos de la primera edición del sexteto en Frolovsky del 12 al 30 de junio, y su instrumentación, del 13 de julio al agosto del mismo año. Modest atribuyó la “revisión del borrador” (creación de bocetos para la segunda edición) a diciembre de 1891, y la finalización del trabajo de la nueva edición a su estancia en París en enero de 1892. También da fechas del estreno de ambas ediciones.
El violinista Evgeny Albrecht expresó su admiración por la primera edición del sexteto de cuerda incluso antes de su interpretación, habiéndose familiarizado sólo con la partitura y después de varios ensayos. “El sexteto es divino, y con inquietud espero el día del próximo ensayo, que nos dará la oportunidad de disfrutar nuevamente de su maravillosa obra. Nunca hemos estado tan emocionados como ahora, anticipando la interpretación de su sexteto". En una de sus cartas incluso calificó el sexteto como el mejor entre composiciones similares.
Los periódicos y revistas musicales ignoraron la interpretación de la primera versión de la obra. Sólo apareció una reseña anónima, que, en particular, decía: “Aunque el sexteto no es rico en temas, de los cuales, sin embargo, hay que dar preferencia al tema del adagio cantabile (segundo movimiento), esta obra da testimonio de la notable facilidad de escritura  de Chaikovski y la habilidad con la que puede procesar material musical". Nikolai Kashkin fue más cauteloso en sus valoraciones de la primera edición. Algunos fragmentos de la obra recibieron sus elogios, pero expresó ciertas quejas sobre otros: “El sexteto al principio prometía ser una muy buena composición. "El segundo tema y todo el desarrollo de la primera parte fueron sumamente interesantes”; “La primera parte del sexteto, con el segundo tema en forma de amplia cantilena italiana... casi parecía una composición sinfónica más que de cámara”; “Me pareció especialmente interesante la fuga, en la que dos instrumentos entraban al unísono con el tema, luego inmediatamente se dividían en dos partes independientes, y así un tema simple se transformaba en uno doble; Esta fuga me pareció un gran éxito”.

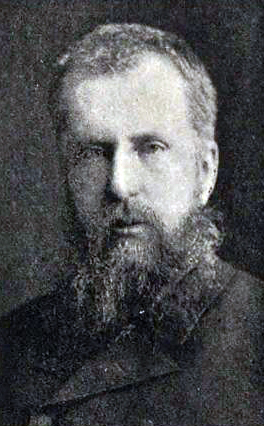
Hermann Laroche en 1891

La segunda edición, a pesar de los aplausos del público, fue recibida con cautela por los críticos. Entre los reproches que expresaron contra el autor estaban los siguientes:
- El estilo de la obra entra en “contradicción con el carácter lírico-dramático de la creatividad del autor”. En el sexteto predomina un estado de ánimo de tranquilidad libre de conflictos, que contradice el estado de ánimo del autor y, por tanto, produce una impresión “dual”
- Hubo quejas sobre el conjunto de intérpretes elegidos por el autor. Según los críticos, el sexteto de cuerdas es en general "de naturaleza desequilibrada";
- El sabor italiano es excesivamente ligero por naturaleza, por lo que no se adapta bien a la música de cámara mucho más estricta y profunda, y además entra en conflicto con la creatividad claramente “nacional”, “rusa” de la esencia del compositor.

El violinista y crítico musical ruso Victor Walter calificó el sexteto como la obra más débil de Chaikovski en un artículo para el Russian Musical Newspaper (1913) y escribió que rara vez se interpreta debido al inusual elenco de intérpretes requerido. Creía que en las grandes obras del compositor siempre hay un elemento personal: una expresión sincera y profunda de sus sentimientos pero la forma de un sexteto de cuerda requiere una inclinación mucho mayor hacia la música y da mucho menos espacio para expresividad literaria.
La valoración de Hermann Laroche es la única completamente positiva en el coro general de negatividad. Laroche encontró en el sexteto un “notable conocimiento de los instrumentos”, “abundancia y significación del contenido musical”, “integridad y monumentalidad”. Respecto al elemento italiano, argumentó que se trata de una “asignación” creativa (en palabras de Grigory Moiseev) del compositor a sí mismo para integrarlo en la música de cámara a través de un “desarrollo flexible y lujosamente rico”    . Herman Laroche testificó sobre la segunda edición que cuando Pyotr Ilich "terminó el sexteto para instrumentos de cuerda, sintió que el sexteto había sido un éxito y, cautivado por el inusual conjunto de instrumentos, anunció que "ahora me gustaría escribir otro sexteto"  . Es cierto que Laroche estipuló: “Esto se dijo medio en broma”. Los musicólogos no fueron unánimes en cuanto a hasta qué punto se utilizaba material musical italiano. Mientras algunos extendieron el sabor italiano a toda la obra, otros lo limitaron sólo al Segundo movimiento, argumentando que al final desaparece por completo. Otra parte de la crítica consideró italianos sólo algunos temas del Primer y Segundo movimientos.
En el último cuarto del siglo XIX, las obras de cámara de Chaikovski gozaron de la mayor popularidad entre obras similares de otros compositores rusos. De 1872 a 1895, en los conciertos de la Sociedad Musical Rusa en San Petersburgo, su primer cuarteto se interpretó 10 veces, el segundo 10 veces, el tercero 6 veces y el trío con piano  4 veces, pero el sexteto solo 2 veces, aunque a lo largo de los años el número de representaciones ha aumentado. Hermann Laroche describe en uno de sus artículos la interpretación de un sexteto el 11 de noviembre de 1893 en la sala de la Sociedad de Música de Cámara en memoria del difunto compositor. El pequeño salón  estaba lleno de público (Laroche mencionó específicamente que después de un breve descanso se permitió a las damas asistir a los conciertos; todas estaban de luto ). Según el crítico musical, todas las demás obras interpretadas en el concierto ( Tercer Cuarteto y el Trío con piano “En Memoria de un Gran Artista”), “quedaron abrumados por el amplio alcance, la erudición de la textura y, lo más importante, la extraordinaria belleza melódica del sexteto”.

### Análisis soviéticos sobre el sexteto.
El académico Boris Asafiev, en su libro "La obra instrumental de Chaikovski", publicado en 1922, caracterizó negativamente la primera edición del sexteto, pero no dedicó una sola línea a su segunda edición: "concebido en términos de superar el material según los principios del procesamiento polifónico, en esta forma resultó inaceptable... y requirió una reelaboración radical". El musicólogo ruso Nikolai Findeizen en su libro “Música de cámara de Chaikovski” (1930) calificó el sexteto como la obra de cámara más débil del compositor. Vio las razones en el hecho de que el mundo de la canción italiana era ajeno a Chaikovski, la composición misma era demasiado engorrosa para las bellezas melódicas y armónicas que intentaba poner en ella, y el desarrollo de los temas musicales estaba lejos de ser suave y ligero.
Arnold Sokhor en el libro "Obras de cámara de P. I. Chaikovski" (1930) argumentó que el sexteto de cuerda lo llamó "Souvenir de Florencia" debido a que su principal idea musical le surgió al compositor durante una estancia en esta ciudad. Creía que la obra combina melodías populares italianas, rusas y ucranianas. Consideró el final con doble fuga como el mayor logro de la música polifónica rusa; consideró otras ventajas de esta obra: su cercanía a la música sinfónica, la claridad, vivacidad, equilibrio y el carácter optimista de la música. Este crítico de arte estipuló que esto no lo consideraba fundamentalmente nuevo en la obra del compositor en su conjunto, pero fue aquí donde estos rasgos se manifestaron “de manera especialmente plena y completa”.
En su libro “Sobre la creatividad y las visiones musicales y estéticas de P. I. Chaikovski” (2008), Andrei Budyakovsky escribió un capítulo titulado “Identificación de la imagen musical” dedicado a los borradores del compositor. En él, en particular, analizó el proceso de trabajo del compositor en el sexteto de cuerda. Al componer por primera vez una obra para un conjunto de este tipo, Chaikovski experimentó, según el investigador, dificultades no por falta de pensamientos musicales, sino por la necesidad de presentarlos exactamente en esta forma: con seis voces independientes. Las supresiones y correcciones en la partitura del sexteto, según Budyakovsky, confirman precisamente esta idea. El musicólogo soviético creía que en el curso de su trabajo, Chaikovski inicialmente imaginó ciertas correcciones que podría hacer a su obra después de escucharla. En el proceso de composición del sexteto, Chaikovski "enriqueció su lenguaje musical con nuevos logros". La crítica de historia del arte Nadezhda Tumanina, en el segundo volumen de la monografía sobre la vida y obra de Chaikovski, publicada en 1968, escribió que no consideraba que el sexteto fuera la obra central del último período de la obra del compositor y que era característica del período moscovita de la obra del compositor. Consideró que "Souvenir de Florencia" ocupa una "posición peculiar" en la obra del autor en que la habilidad se combina con el brillo y la frescura de las melodías, hay una síntesis de los géneros líricos y folclóricos, en la música se puede sentir la el amor del compositor por la vida, la juventud de su alma, su energía abrumadora y su voluntad de responder con sensibilidad a las impresiones del mundo circundante.
El doctor en historia del arte Arnold Alschwang hizo la siguiente valoración general del significado artístico de “Souvenir de Florencia”: “El compositor resolvió brillantemente la tarea que se había propuesto: la resolvió logrando una densidad de sonido casi orquestal gracias a la abundancia de imitaciones, así como a combinaciones simultáneas de diversos motivos”  . Afirmó que "combinaba una ansiedad aguda con una utilización persistente por los elementos de los géneros musicales populares, en parte italianos". Alschwang consideró el sexteto como el vínculo entre La dama de picas y la Sexta Sinfonía del compositor.
La historiadora local Lydia Konisskaya, en un libro dedicado a las estancias de Chaikovski en San Petersburgo, habla en detalle sobre los estrenos de las dos ediciones del sexteto. Así en la historia del estreno de la primera edición: “Estoy en medio de mis ensayos y no encuentro tiempo libre. Vivo en una habitación maravillosa, completamente separada”, escribió el autor sobre los ensayos. El apartamento del autor en el Hotel Rossiya era tan grande que allí se realizaban los ensayos. Durante el ensayo del estreno en presencia de amigos, “no les gustó todo”. Sobre todo hubo quejas sobre el final y el scherzo. Fue su reacción negativa, según la investigadora, lo que obligó a Chaikovski a cambiar su opinión sobre el sexteto a exactamente la contraria: "Es necesario rehacer radicalmente el sexteto de cuerda, que resultó ser malo en todos los aspectos".

### “Souvenir de Florencia” en la musicología rusa moderna
El profesor de historia del arte Grigory Moiseev dedicó una gran sección del libro sobre la música de cámara de Chaikovski al análisis del sexteto. Analizó en detalle el uso del material musical de la ópera “La dama de picas” y su dramaturgia en “Souvenir de Florencia”, que consideró significativa. El investigador negó el uso por parte de Chaikovski de melodías reales, que el compositor podría haber tomado prestadas de cantantes callejeros italianos, pero insistió en la influencia de la propia Florencia como "ciudad" en la creación de esta obra. Según un musicólogo ruso moderno, el sexteto se acerca a la línea "clásica" de la obra del compositor y es una especie de contrapeso a la "aguda tensión psicológica" característica de "La dama de picas". Sin embargo, los ecos de esta tensión son claramente visibles en el sexteto. Moiseev conectó el mundo figurativo del sexteto con el "tema de la noche", que prevaleció en las últimas obras de Chaikovski, pero creía que, en general, en "Souvenir de Florencia" predomina la "región de luz", característica de "Iolanta". Se negó a considerar correcta la hipótesis del musicólogo inglés David Brown, según el cual la creación del sexteto estuvo influenciada por los gustos conservadores de los miembros de la Sociedad de Música de Cámara de San Petersburgo, que estaba dominada por inmigrantes del Imperio alemán.

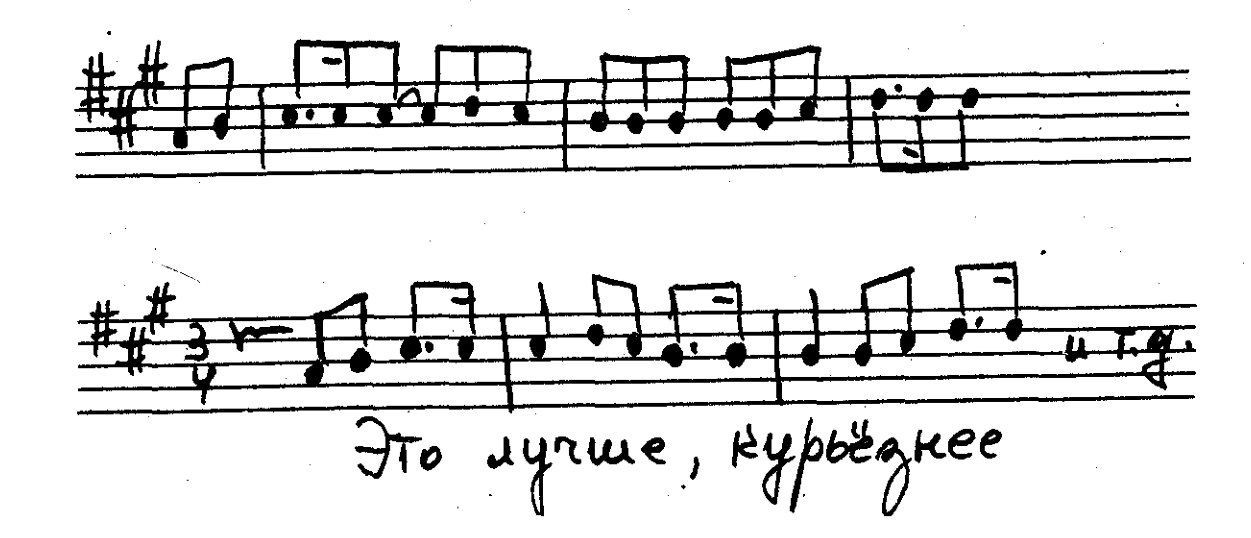
Fragmento del sexteto con una explicación de P. I. Chaikovski. Comentario de Galina Poberezhnaya: “El esbozo del tema del scherzo es indicativo…. De las dos versiones Chaikovski da preferencia a la rítmicamente más activa”

## Usos en la cultura
Un arreglo del sexteto para piano a cuatro manos a cargo del compositor y profesor de música Henryk Pachulski fue publicado en 1892 simultáneamente en Moscú y Leipzig.
En el diario de Sofía Andreevna, esposa de León Tolstoi, en la entrada del 9 de febrero de 1903, hay un comentario sobre la asistencia a un concierto de música de cámara en Moscú. El Cuarteto de Sergei Taneyev y el Sexteto de Chaikovski sólo se mencionan en la reseña del programa de la velada, pero sobre el Quinteto para clarinete de Mozart escribe: “maravilloso, lo disfruté mucho”.
El escritor ruso Vladimir Lidin escribió el cuento “Souvenir de Florencia” a finales de los años 1960. Se trata de una historia sobre la reubicación de una antigua casa, en cuyo lugar en el futuro aparecerá una tienda de comestibles. Los dos personajes principales, la solitaria Lyalya y su vecino, el flautista de uno de los teatros de Moscú, Andrei Milostvov, escuchan una interpretación del sexteto de cuerda de Chaikovski grabada en un disco. Milostvov recuerda su viaje a Florencia con su esposa recientemente fallecida.
En 2017, el coreógrafo John Normayer puso en escena el ballet titulado Anna Karenina, basado en la novela de Tolstoy, con música de obras de Chaikovski, en una presentación en vivo en Hamburgo, en colaboración con el Ballet Nacional de Canadá en Toronto y el Teatro Bolshoi de Moscú. Una de las obras fue “Souvenir de Florencia”. La parte III del Adagio Cantabile e con moto del Sexteto de cuerda se escucha en un fragmento del segundo acto, que cuenta la historia de la estancia de Alexei Vronsky con Anna Karenina en Italia. Aunque la protagonista está feliz con su amado, la atormenta la preocupación por su hijo Seryozha. Anna ve constantemente un sueño siniestro sobre un trabajador que murió el primer día de su encuentro con Vronsky y la amenaza de ruptura se cierne sobre la relación con Vronsky.